# Nieuw Amsterdam (schip, 1938)
De Nieuw Amsterdam was een Nederlands passagiersschip gebouwd in Rotterdam voor de Holland-Amerika Lijn (HAL). Deze Nieuw Amsterdam, het tweede van de vier HAL-schepen met deze naam, wordt door velen beschouwd als het mooiste Nederlandse passagiersschip van zijn tijd.

## Bouw en tewaterlating
De eerste Nieuw Amsterdam van de Holland-Amerika Lijn werd in 1930 opgelegd. Met enkele jaren vertraging, onder andere vanwege een reorganisatie van de HAL, werd op 5 januari 1936 de kiel gelegd voor een nieuw schip voor de trans-Atlantische route. Met 35.000 brt zou dit het grootste passagiersschip van Nederland worden. Oorspronkelijk zou het nieuwe schip Prinsendam gaan heten. Dit werd echter veranderd in Nieuw Amsterdam, doelend op het eerdere schip op de route en op de oorspronkelijke naam van de stad New York. Het schip werd gebouwd door de Rotterdamsche Droogdok Maatschappij (RDM) en in april 1937 gedoopt door koningin Wilhelmina.
In tegenstelling tot andere schepen van die tijd, werd er bij het ontwerp van de Nieuw Amsterdam geen rekening gehouden met een eventuele rol in oorlogstijd, bijvoorbeeld als hospitaalschip. In plaats hiervan werd het schip met trots aangeprezen als vredesschip.

## Interieur
De Nieuw Amsterdam werd gezien als het nationale vlaggenschip en visitekaartje voor Nederland, zoals de Normandie dat was voor Frankrijk, de Queen Mary voor het Verenigd Koninkrijk en de United States later voor de Verenigde Staten. Nederlandse kunstenaars wilden desgevraagd dan ook graag bijdragen aan de inrichting van het nieuwe schip. Als dank voor de vele opdrachten kreeg de Holland-Amerika Lijn van het Nederlands Kunstverbond een bronzen beeld, Naakt met Bloem, aangeboden dat door Hendrik Chabot werd vervaardigd. Het werd geplaatst op de trap in de vertrekhal. Waarschijnlijk stelt het de godin Fortuna voor die een groet brengt aan hen die hun geluk elders gaan beproeven. De onthulling vond plaats op 8 maart 1940. In de oorlog is het beeld uit het zicht verdwenen. In 1998 is een tweede exemplaar van het beeld op de trappen in de tegenwoordige Cruise Terminal aan de Wilhelminakade te Rotterdam geplaatst.

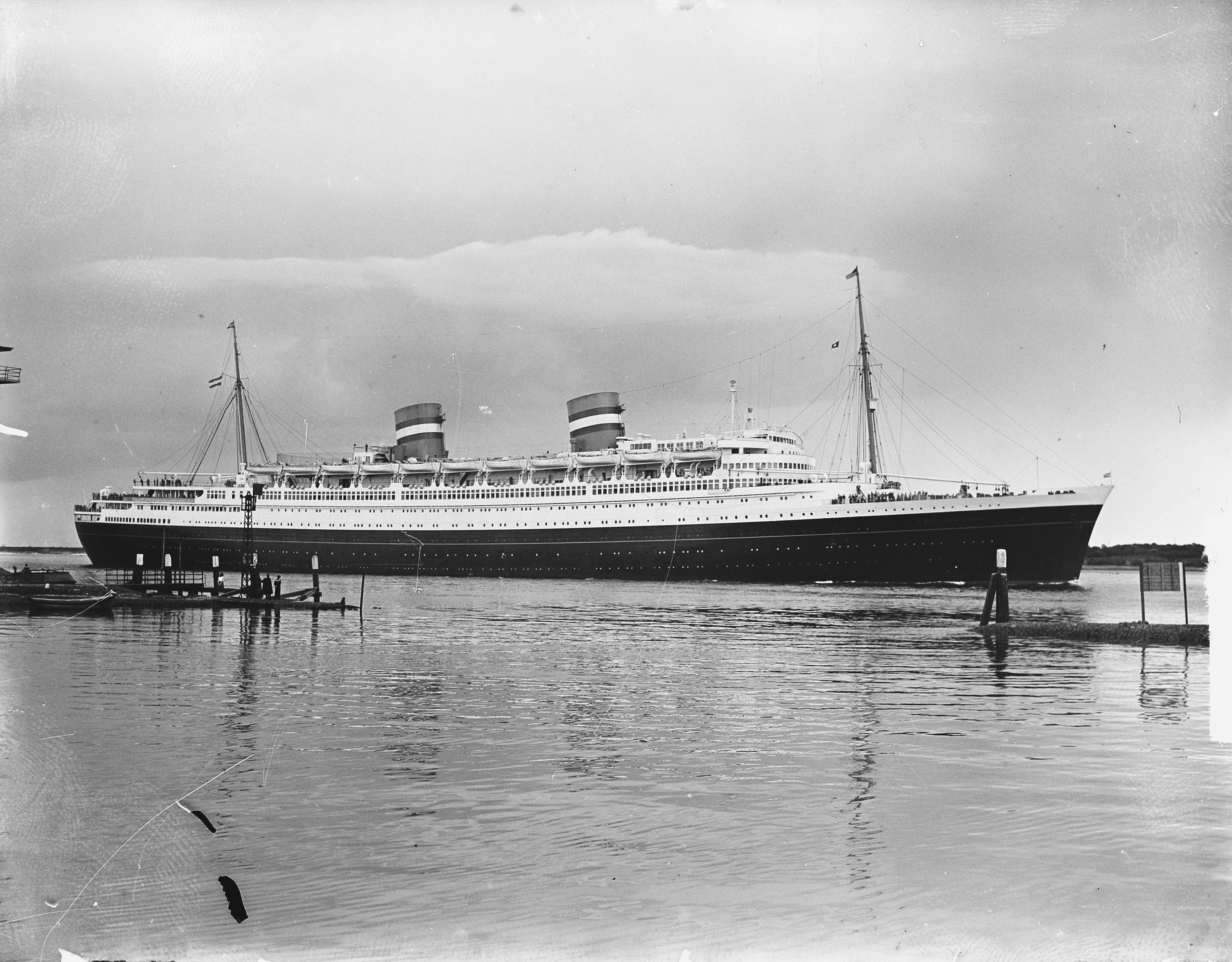
Vertrek uit Hoek van Holland

Het schip werd ingericht in art deco. Er waren moderne architecten bij betrokken, zoals J.P.L. Hendriks, Hendrik Wijdeveld, J.J.P. Oud en Sybold van Ravesteyn. De inrichting werd verder gekenmerkt door licht, elegantie en een moderne uitstraling. De Nieuw Amsterdam kreeg dan ook de bijnaam schip van morgen.
Een hoogtepunt in de inrichting van het schip was het eersteklasrestaurant, met een plafond bekleed met Marokkaans leer en muranoglas en pilaren bedekt met bladgoud. Een van de twee zwembaden aan boord was Delfts blauw betegeld. Ook had het schip een theater met airconditioning en ontworpen op basis van de laatste akoestische inzichten. Bij de ingang van het theater voor de kajuitklasse was een decoratief lakpaneel in rood, zwart, goud en kastanjebruin van Reijer Stolk. Tot dusver was er slechts één ander passagiersschip met een eigen theater, de Franse Normandie. Ook uniek in die tijd was het feit dat de eersteklas passagiers konden beschikken over een eigen badkamer.

## Vooroorlogse jaren
Op 23 april 1938 begon de Nieuw Amsterdam met proefvaarten op de Noordzee. Vervolgens werd het overgedragen aan de HAL en officieel als Nederlands koopvaardijschip geregistreerd. Het maakte de eerste reis op 10 mei 1938 naar New York. Hoewel kleiner en minder snel dan andere schepen van die tijd, werd de Nieuw Amsterdam populair en winstgevend vanwege de unieke vorm en inrichting.

## Oorlogsjaren

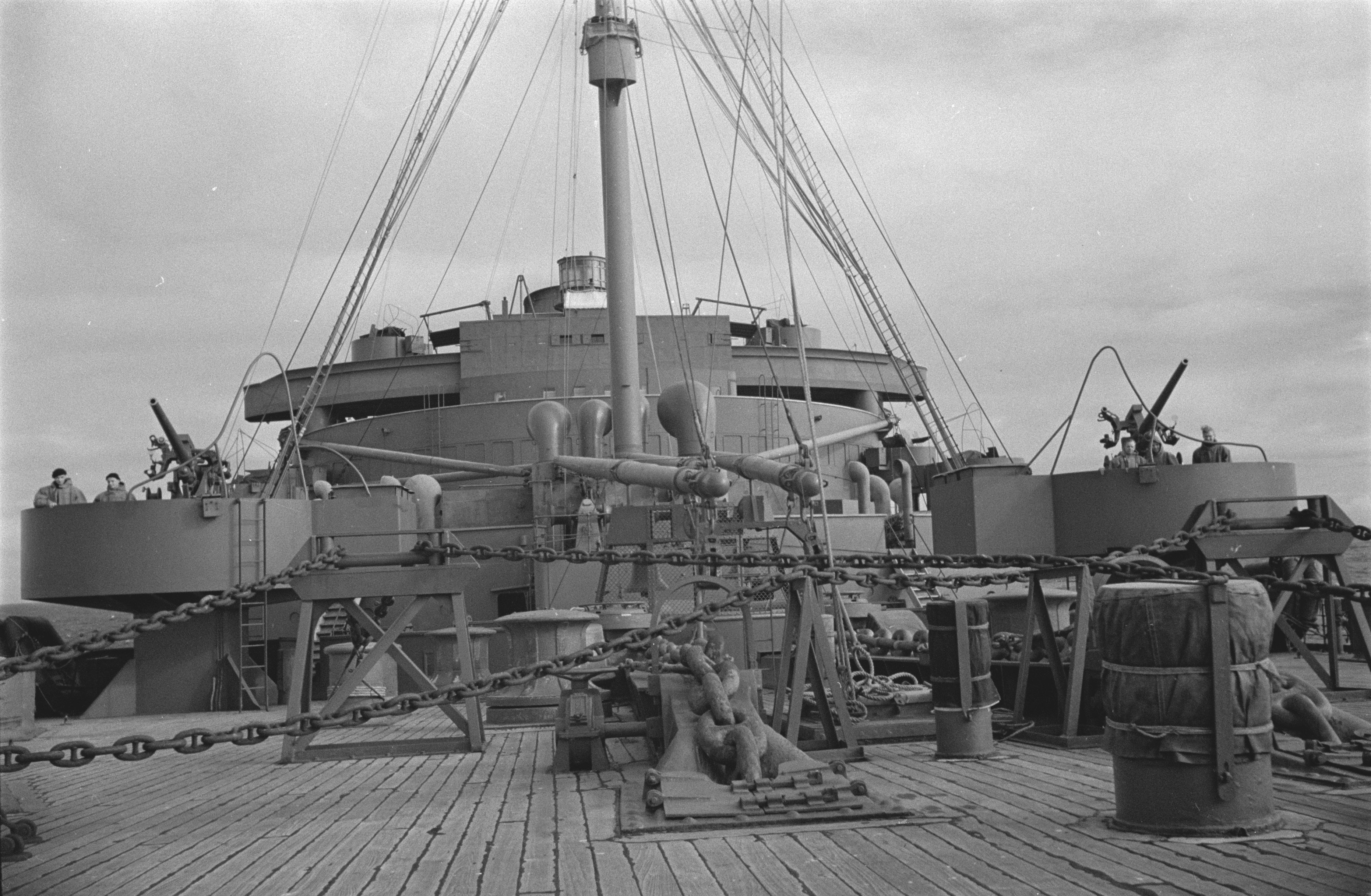
Uitzicht vanaf het voorschip naar achteren in 1944, met luchtafweergeschut geïnstalleerd bij de voormast en op de brug.

Het schip had nog maar 17 reizen gemaakt toen de Tweede Wereldoorlog uitbrak. Het schip werd hierdoor meteen opgelegd in Hoboken, in New Jersey. Daar zou het een jaar lang blijven liggen. Toen Nederland in 1940 werd ingenomen door Hitlers legers, werd de Nieuw Amsterdam door de Britse overheid ingezet als troepentransportschip. Hiervoor werden extra keukens geconstrueerd, ruimtes ingericht met talloze hangmatten en werd bewapening aangebracht. 2000 ton originele meubels en decoraties werden uit het schip verwijderd en in San Francisco opgeslagen.
De eerste reis als troepentransportschip werd in januari 1941 gemaakt, van Australië naar Bombay. Het werd hierbij vergezeld door andere beroemde passagiersschepen die troepen vervoerden, zoals de Queen Mary, Mauretania, Aquitania, Empress of Britain en Andes. Het schip deed dienst tijdens de slag om Madagaskar en Operatie Pamflet.
In mei 1944, toen de Nieuw Amsterdam voor anker lag in New York, bezocht toenmalig prinses Juliana, dochter van koningin Wilhelmina, het schip voor een lunch en rondleiding.

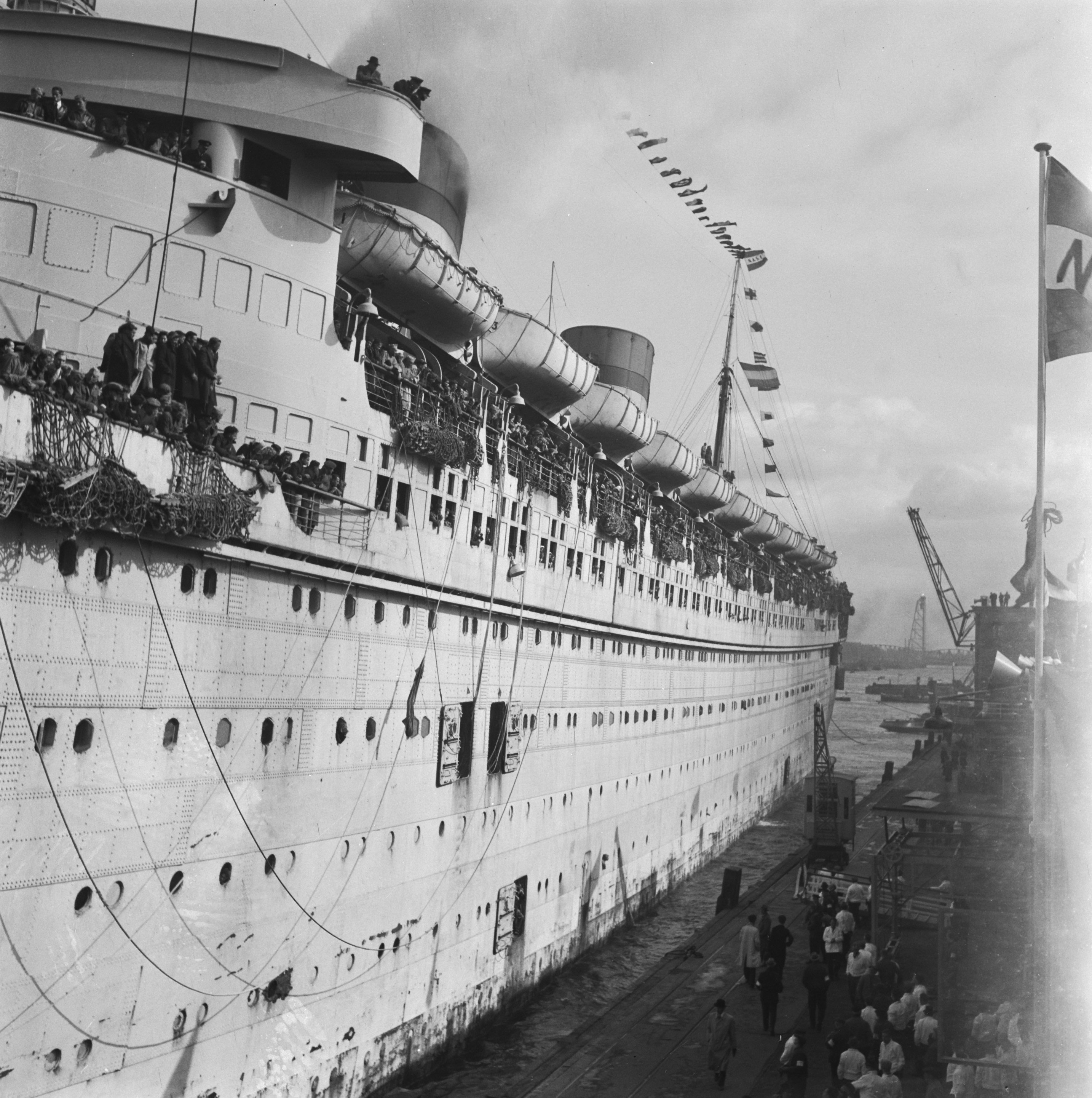
Aankomst van de Nieuw Amsterdam in Rotterdam

In oktober en november 1945 werden 5.000 Nederlandse troepen en burgers van Southampton naar Singapore gebracht op hun weg naar Nederlands-Indië. Daarna werd de Nieuw Amsterdam ingezet bij de repatriëring van Indische Nederlanders. Op 8 december verliet het schip Singapore met 3.800 Nederlandse staatsburgers, waaronder 1.200 kinderen.  De kinderen waren erg zwak na jaren te hebben doorgebracht in Japanse kampen. Een mazelen infectie brak uit aan boord van het schip en veel van de kinderen stierven. 
Gedurende de oorlogsjaren vervoerde de Nieuw Amsterdam meer dan 350.000 soldaten en legde het 530.000 zeemijl af.
In 1946 werd het schip weer teruggegeven aan de HAL. Toen het op 10 april 1946 triomfantelijk terugkeerde in Rotterdam, nog volledig in grijze oorlogskleuren met alleen de HAL kleuren op de schoorstenen, werd het door vele duizenden aan de kades begroet.

## Herbouw na de oorlog
De zes jaar in oorlogsdienst hadden hun sporen nagelaten op de Nieuw Amsterdam. Achttien maanden waren nodig om het schip weer om te bouwen tot passagiersschip. 3000 stoelen en 500 tafels werden teruggestuurd naar de oorspronkelijke fabrikanten om te worden gerestaureerd. Een kwart van alle meubels moest geheel worden vervangen. De rubber vloermaterialen en bijna alle vloerbedekking werden ook vernieuwd. Vloeren, plafonds, betimmering, bedrading: alles werd gereviseerd, schoongemaakt of vervangen. Alles, tot aan de houten railingen op het dek, droeg de sporen van soldaten die op de Nieuw Amsterdam hadden gevaren.

## Naoorlogse dienst

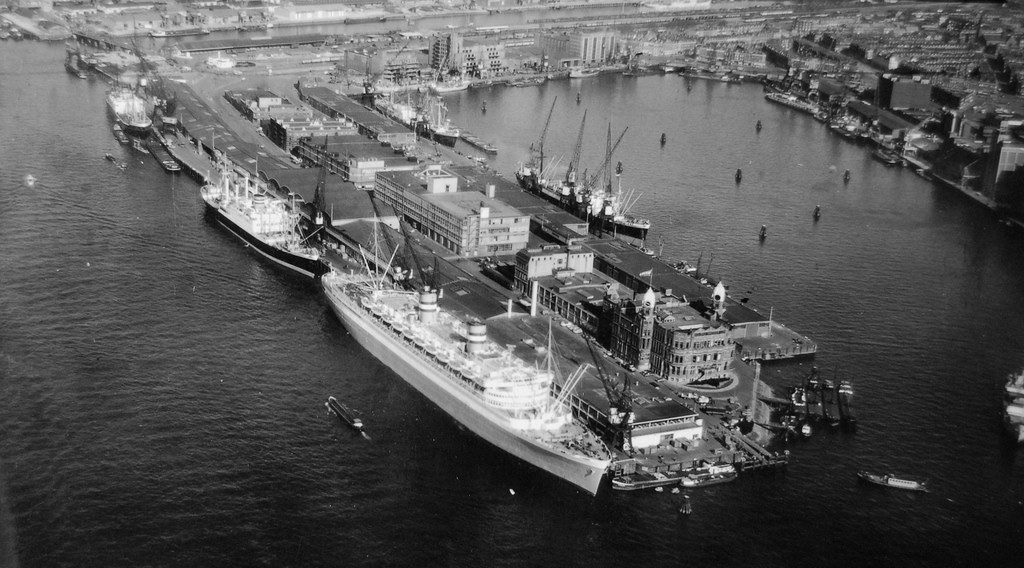
Voor de wal bij de lijn

Op 29 oktober 1947 kwam de Nieuw Amsterdam weer in de vaart. Door de drastische verbouwing was het schip 400 brt groter geworden. Het brutotonnage was nu 36.667 brt.
Gedurende de eerste jaren na de oorlog voer het schip succesvol op de trans-Atlantische route. Samen met de Willem Ruys van de Koninklijke Rotterdamsche Lloyd en de Oranje werd de Nieuw Amsterdam beschouwd als de Grote Drie van de Nederlandse passagiersvaart.
Kleine verbouwingen in de jaren 1950 zorgden ervoor dat het onverminderd populair bleef ondanks de komst van nieuwere schepen. Onder andere werd airconditioning geïnstalleerd en werden stabilisatoren aangebracht. Ook werd het oude drie-klassen systeem ingeruild voor de modernere indeling in eerste klasse en toeristenklasse.

## Einde
In de jaren 1960 begon het schip grotere ouderdomsproblemen te vertonen. De stoomketels werden in 1967 vervangen door Wilton-Fijenoord in Schiedam.
Vanwege de moordende concurrentie door de opkomende luchtvaartindustrie, werd de Nieuw Amsterdam van de trans-Atlantische route afgehaald en ingezet voor cruises naar het Caribisch gebied. Op 8 november 1971 maakte het de laatste trans-Atlantische reis. In 1972 werd het geregistreerd onder Antilliaanse vlag.
Het oude schip was echter al snel veel te duur in het gebruik en de cruises waren niet meer rendabel. Dit was de genadeslag voor het eens zo bewonderde schip. Op 17 december 1973 nam het afscheid van actieve dienst en werd het opgelegd. Op 9 januari 1974 maakte het nog een afscheidscruise naar Los Angeles. Vervolgens voer het naar Taiwan waar het op 25 februari 1974 arriveerde om te worden gesloopt door Nan Fong Steel Enterprises Ltd.
Een schaalmodel van de Nieuw Amsterdam, gemaakt door modelbouwer Henk Brandwijk, maakt deel uit van het kunstwerk Floating poetry room (2005) te Amsterdam.

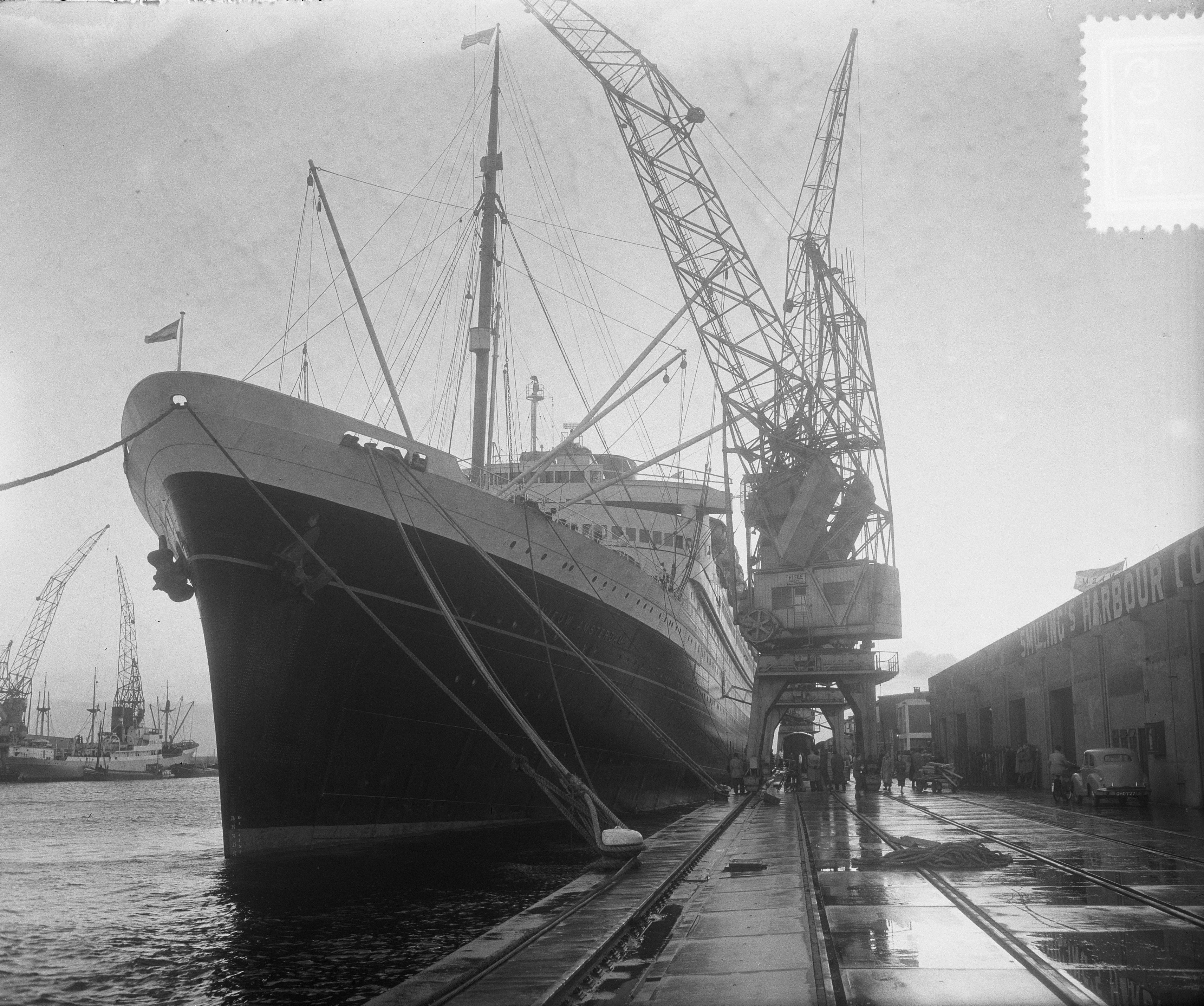
Vertrek Nieuw Amsterdam uit Amsterdam voor Amerika (1952)

## Externe bronnen
- (en)  Informatie over de SS Nieuw Amsterdam
- (en)  Uitgebreide geschiedenis
- Bron voor de lijst van kunstenaars die aan de verfraaiing van de Nieuw Amsterdam meewerkten: 'Een varend kunstwerk'. Een cd-romproductie in opdracht van het Chabot Museum, Rotterdam 1998.